# Guadeloupe unie, solidaire et responsable
Guadeloupe Unie, Socialisme et Réalités (Nederlands: Verenigd Guadeloupe, Socialisme en Werkelijkheden) is een politieke partij in het Frans overzees departement Guadeloupe. Het is een sociaaldemocratische partij en is sinds 2008 met 4 zetels vertegenwoordigd in de Conseil Général de la Guadeloupe (volksvertegenwoordiging). Jacques Gillot is voorzitter van de Conseil Général.
De GUSR is ook met één lid in de Senaat van Frankrijk (Sénat Français) vertegenwoordigd (Daniel Marsin). De GUSR is gelieerd aan de Franse partij Gauche Moderne (GM, Modern Links) dat op haar beurt weer deel uitmaakt van de coalitie van partijen die president Nicolas Sarkozy steunden.